# Enrique Sánchez Carrasco
Enrique Sánchez Carrasco (Almodóvar del Pinar, Cuenca, 28 de marzo de 1928-Huesca, 19 de agosto de 2021) fue un político socialista y profesor de enseñanza media español. Alcalde de Huesca (1983-1995).

## Biografía
Tras licenciarse en Derecho en la Universidad de Valencia, ejerció como profesor de enseñanza media en Tarragona, Valencia, Córdoba y Huesca.
En Huesca, donde se había establecido en 1968, fue director de un colegio, rector y alcalde. Elegido concejal del ayuntamiento oscense en las elecciones municipales en 1979, actuó como portavoz del PSOE durante esa legislatura. En las  elecciones municipales de 1983 alcanzó la Alcaldía de Huesca por mayoría absoluta, siendo reelegido en las elecciones de 1987 y 1991.